# 聖鬥士星矢 真紅的少年傳說
「聖鬥士星矢 真紅的少年傳說」是於1988年7月23日上映的「聖鬥士星矢」系列的動畫電影第三部。
同時上映的作品有『魁!!男塾』。

## 解說
本作沒有延續在「東映漫畫祭」上映的傳統，而是作為「週刊少年JUMP創刊20週年」紀念計劃而上映的作品。上映時間比起前兩作的45分鐘大幅增加至1.5倍的70分鐘，也是「聖鬥士星矢」的四齣劇場版裡最大熱的作品。作畫監督荒木伸吾親自操刀設計出「太陽神 亞伯」的人物形象，以及在原著和電視動畫的十二宮篇裡殞命的黃金聖鬥士們的重新登場，都成為粉絲之間的話題。而且本作比電視動畫系列的海皇篇更早安排了星矢、紫龍和冰河穿上黃金聖衣的場面。
本作和前作「眾神的激戰」，雖是完全原創的故事但卻與原作漫畫「聖鬥士星矢」的世界觀沒有產生衝突，受到粉絲們的好評。導演山內重保的執導功力受到認可，在之後的OVA「冥王哈迪斯十二宮篇」裡也被起用為導演。
本作也是目前為止所有劇場版中（不算「天界篇」）唯一沒有使用電視動畫的主題歌，而是採用當山瞳和Oren Waters合唱的為主題歌的劇場版。歌曲風格抒情，有別於一貫的熱血風格。

## 故事簡介
雅典娜的兄长兼太陽神——福玻斯·亞伯·阿貝爾在神话时代因为妄图支配众神共有的陸地而被宙斯等諸神給肅清自己的存在，他在现代復活後企图将陸地纳归神的统治。身為雅典娜亦是亞伯的妹妹紗織打算阻止他卻慘遭遇害因此墜入黃泉國度。為了拯救紗織的星矢一行人潛入聖域的禁地「Dignity Hill」（日冕神殿），面對復活的黃金聖鬥士以及從神話時代開始就守護太陽神阿貝爾的「日冕聖鬥士（Corona Saint）」所阻擋之下。星矢一行人最大的激戰即將展開！

## 故事大綱
從神話時代中，雅典娜的哥哥福玻斯·亞伯·阿貝爾（フォェボス アベル）雖然拥有與天帝之神宙斯并驾齐驱的強大力量，可是他卻自封為「太陽神」並且想要由自己的力量來支配陸地，因此宙斯與其他諸神為此相當震怒而剝奪阿貝爾的神明身份與地位並將他給抹消於神話時代的歷史之中。
數千年後，阿貝爾再次復活降臨於人界带领着三位身穿「日冕聖衣」而且实力强于黃金聖鬥士的「日冕聖鬥士（Corona Saint）」(龍骨座 阿特拉斯、后髮座 貝雷尼凱、山貓座 賈奧)去迎接自己的妹妹雅典娜——城戶紗織並且邀請她跟自己返回聖域的禁地「Dignity Hill」（日冕神殿）。阿貝爾告訴沙織由於他發現最近人界的秩序因為人類的眾多紛爭而逐漸崩毀，他決定仿效他們的父親宙斯曾在過去引發洪水來肅清陷入墮落的人類的做法將現今的人界回到由眾神所管理的時代。身為雅典娜亦是阿貝爾的妹妹紗織對阿貝爾要肅清人類的事感到擔憂，也畏懼人界遲早會因眾神之名陷入被永久毀滅的處境。
这时星矢、天龍座 紫龍、仙女座 瞬與天鵝座 冰河探望沙织時首次遇到阿貝爾與日冕聖鬥士，他們親眼目睹阿貝爾將五位在十二宮之戰中已經戰亡的雙子座 撒加、巨蟹座 迪斯馬斯古、摩羯座 修罗、冰河的師傅水瓶座 卡妙與雙魚座 阿布羅狄黃金聖鬥士復活過來，沙织向星矢一行人解釋她不再需要他們的保護並且跟隨阿貝爾返回日冕神殿。星矢一行人想要跟沙织理論卻被日冕圣斗士給制服，目睹沙织不再需要由自己的保護的星矢為此感到非常很難過，而紫龍決定找他的師傅天秤座 童虎講解阿貝爾的過去。在日冕神殿中，紗織在表面上聆聽阿貝爾的豎琴演奏，但實際上抓準時機，即使要面對眾神的天譴也都抱著必死的覺悟阿貝爾。結果紗織出面行刺阿貝爾以失敗而終反被他給殺害，讓自己的靈魂墜入黃泉國度。虽然卡妙和修罗外表上听从阿貝爾卻依然效忠于雅典娜。因此他們開始質問阿貝爾為何要行刺雅典娜的答題不成被三位日冕圣斗士合力夹击鎮壓與處決，唯有撒加、迪斯馬斯古與阿布羅狄沒有受到處分。另一方面，星矢察覺沙织的小宇宙突然消失感覺到沙织已經遇害的預兆為此悲痛，當他來到日冕神殿尋找沙织的途中遇上阿特拉斯卻因自身毫无斗志很快的就先被鎮壓。
與此同時，瞬在前往聖域的禁地險墜入山崖時被紫龍所救與冰河相逢，紫龍從瞬的口中得知星矢獨自去阿貝爾的神殿尋找沙织的消息，他認為星矢的做法是自取滅亡的行為，但是除此之外已經沒有別的方法可以拯救沙织。即使他們跟神為敵是件永無饒恕的罪行，但是身為雅典娜的聖鬥士絕對不可以在危機中臨陣脫逃的。因此瞬、紫龍與冰河決定追上星矢並以打倒阿貝爾、拯救紗織為目標分頭前往日冕神殿。剛開始紫龙起先被迪斯马斯克的积尸气冥界波給打进冥界，还看到在黄泉行走的沙织，他于是使出庐山升龙霸的真正实力成功擊殺迪斯马斯克，可是却被贝烈尼凯給偷袭而倒地。瞬遇上阿布罗狄被他的白玫瑰給刺中身陷危機，这时瞬的哥哥凤凰座 一辉出現迅速秒殺阿布罗狄，不過他隨后遭到亚多拉斯的重击而倒下。另一方面，撒加面对毫無鬥志的星矢並将他給打倒後，他向星矢說明沙织當初為何選擇依靠阿貝爾的理由，原来沙织知道以星矢一行人的力量根本無法抵抗阿貝爾强大的神力，所以她希望只靠自己可以出面親手結束這一切。但是阿貝爾擁有能夠讀取人類甚至神的思考的預知能力，所以他早就知道沙織的想法與目的。撒加跟星矢解釋沙织的靈魂在阿貝爾的小宇宙的强行引导下緩慢的走入「極樂淨土」的入口兼黄泉的盡頭『黃泉比良坂』，凡是掉入『黃泉比良坂』的靈魂是無法再次復活的。除非得切断阿貝爾引领亡者走向黄泉的小宇宙，否則沙织將會無法重返陽世。撒加告訴星矢即是他們还有渺小的希望也要盡快打倒阿貝爾不可。冰河安全的到达日冕神殿碰到阿貝爾與贝烈尼凯得知自己的師傅卡妙被處決的消息，他對師傅卡妙的選擇感到欣慰，隨後拒絕幫阿貝爾制造雅典娜的冰棺与贝烈尼凯展開对决。起先冰河因贝烈尼凯的攻勢陷入不敵，但他爆发出小宇宙並以绝对零度使用极光处刑（曙光女神之宽恕）将贝烈尼凯給粉身碎骨后也身受重伤。之後星矢在撒加百般的指引下重新振作起來並且击倒他，撒加面對贾欧的出現要星矢趕到日冕神殿，而自己留下來对付山猫座贾欧，但此时撒加已经身受重伤根本不是贾欧的对手，最后他使用自爆式的银河星爆与贾欧的绝招同归于尽。
隨後星矢、紫龙、冰河、一辉與瞬来到日冕神殿卻被亚多拉斯迅速击倒。不过星矢為了救回沙织抱著絕不放棄的心態穿上射手座黄金圣衣，而紫龙及冰河也分别穿上他们师父的天秤座及水瓶座黄金圣衣瞬间秒杀亚多拉斯卻敵不過阿貝爾的神力，星矢藉著自己與紫龙、冰河、一辉與瞬的小宇宙將墜入黄泉的盡頭的沙织給帶回陽世。沙织被星矢的小宇宙的力量扶助下復活後，她對星矢一行人為自己讓他們受盡苦難的行為說聲道歉。阿貝爾告訴沙织就算她返回陽世是無法阻止自己用洪水來肅清人類，沙织告訴阿貝爾並解釋眾神是只存在的永遠活在擁有善良之心、為守護世界而戰的人們的面前，他連善惡都不分的人的神是沒有資格去評價神的同時去自封為太陽神。阿貝爾對沙织只選擇跟墮落的人類共同生存的行徑感到失望打算要將她給抹殺掉時，星矢立即拿起弓箭用箭頭瞄準阿貝爾，他在聽到紫龙、冰河、一辉與瞬的呼喚下爆發出发挥超越神的小宇宙以一箭射倒阿貝爾後用盡全身力氣而倒下。日冕神殿在阿貝爾倒下之祭逐漸面臨崩壞，沙织認為他們雖然好不容易克服危機，但是也意味著他們即將要面臨許多艱辛的考驗，她相信只要跟星矢一行人一起戰鬥就能夠守護人界的和平。

## 登場人物
星矢等主要角色請參閱「聖鬥士星矢角色列表」。

復活的黃金聖鬥士等請參閱「黃金聖鬥士」。
太陽神 費波斯·阿貝爾（Phoebus Abel）（聲：廣川太一郎／香港：梁政平／台灣：宋克軍）
宙斯之子，雅典娜的兄長。有著藍色的頭髮和瞳孔。擁有與父親天帝之神宙斯相當的實力，在過去想要支配眾神共有的地上界並自封為「太陽神」，因此被得知此事而震怒的宙斯與其他諸神給葬送於神話時代的歷史之中。如今在現代復活試圖肅清人類將人間歸還於有諸神所管理的時代。
其強大的小宇宙所造就的防禦壁能反彈任何攻擊，此外亦能夠讀取人類甚至神的思考。也能在世界各處引起火山噴發和洪水爆發等天地異變的現象，又能引導靈魂前往向「極樂淨土」（黃泉比良版）的入口。
最後被穿上射手座黃金聖衣的星矢用黃金箭射穿左胸，接著被倒塌的日冕神殿所吞噬。
在之後的劇場版「最終聖戰的戰士們」中以亡靈的形態登場。燃燒跟生前一樣的黃金小宇宙，在地上引發火山噴發造成破壞。星矢對他屈服於路西法之下感到震驚。

### 日冕聖鬥士（Corona Saint）
不從屬於「黃金」、「白銀」、「青銅」等任何一個聖鬥士階級，從神話時代開始就被選中仕奉太陽神福玻斯·亞伯·阿貝爾的聖鬥士，亦象徵著太陽的力量。
雖只有三人，但他們的實力卻凌駕於黃金聖鬥士之上。他們身穿的聖衣被稱為「日冕聖衣」，不是由雅典娜而是由太陽神亞伯所賜予，擁有無論雅典娜的聖鬥士怎樣攻擊都能夠抵擋的防禦力。此外在總數是八十八人的聖鬥士裡，黃金十二人、白銀二十四人、青銅四十八人，在三個階級以外餘下還有四名聖鬥士，有說法是日冕聖鬥士是存在於這四名聖鬥士之中。
龍骨座（Carina） 阿特拉斯（Atlas）（聲：神谷明／香港：馮永和／台灣：劉傑）
- 必殺技：烈燄日輪（Burning Corona）

日冕聖鬥士的領袖。
跋扈而強大的實力者，尊阿貝爾為最高神並對他宣誓絕對的信賴與忠誠。
當阿貝爾將雅典娜送往黃泉之國時，和薩歐的聯合攻擊鎮壓質問阿貝爾手刃雅典娜之事的黃金聖鬥士的卡妙和修羅。
使用從對手體內燃燒爆發的「烈燄日輪」將紫龍、瞬和一輝打倒，之後將五名青銅聖鬥士全部打敗向阿貝爾報告結果，但被穿上天秤座和水瓶座的黃金聖衣並重新站起來的紫龍和冰河所重創，再被同樣穿上射手座黃金聖衣的星矢以「天馬彗星拳」給秒殺。
后髮座（Coma） 貝雷尼凱（Berenike）（聲：古川登志夫／台灣：陳彥鈞）
- 必殺技：奪命金髮絲（Golden Death Hair）

以利用自身的頭髮將對手的動作封鎖並切斷的絕技「奪命金髮絲」封住對手的動作，當阿貝爾將雅典娜送往黃泉之國時，聯合亞多拉斯和薩歐的合擊鎮壓質問阿貝爾手刃雅典娜之事的黃金聖鬥士的卡妙和修羅。由於身穿太陽神阿貝爾所賜予的日冕聖衣的緣故，令冰河的「鉆石星塵」和「極光雷電攻擊」的凍氣都不起作用，最後被小宇宙爆發的冰河以“曙光女神之寬恕”給一擊粉碎。
山貓座（Lynx） 賈奧（Jaow）（聲：森功至／台灣：宋克軍）
- 必殺技：閃光地獄爪（Shining Hell Claw）

動作如野獸般敏捷，使用兇猛的拳法。其中絕招「閃光地獄爪」的力量相當厲害
三個日冕聖鬥士中只有他身上沒有穿正裝（聖衣外加短袍）。
當阿貝爾將雅典娜送往黃泉之國時，和亞多拉斯鎮壓質問阿貝爾手刃雅典娜之事的黃金聖鬥士的卡妙和修羅，在雙子座的撒加為了提高星矢的小宇宙不惜與他交鋒因而受傷之後出現，後來跟撒加對峙卻因承受他打出的自盡式「銀河爆裂拳」打倒之際同歸於盡。

## 製作人員
- 原作：車田正美
- 製作總指揮：今田智憲
- 企劃：籏野義文、森下孝三
- 製作擔當：武田寛
- 脚本：菅良幸
- 音樂：横山菁兒
- 攝影導演：白井敏雄、相磯嘉雄
- 美術導演：窪田忠雄、內川文廣
- 作画導演：荒木伸吾
- 導演：山内重保
- 協力：青二Production

## 主題歌

作詞·作曲：Patrick T.Hunt／編曲：Steve Deutsch／歌：當山瞳, Oren Waters